# Oculus

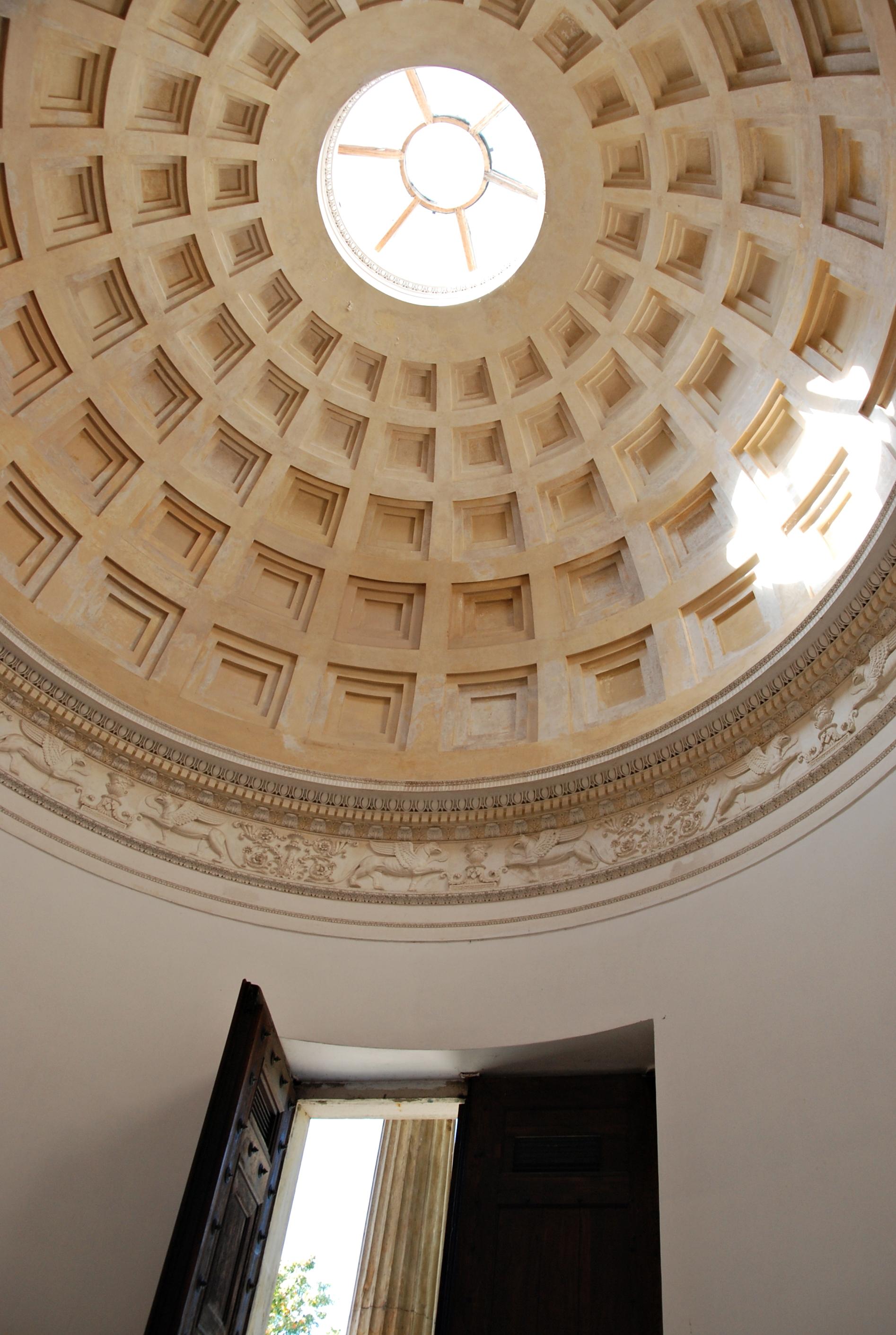
Oculus (obecnie przeszklony) w Świątyni Sybilli w Puławach (2009)

Oculus (łac. oculus ‘oko’) – okrągły bądź owalny niezamykany otwór w ścianie lub szczytowej części sklepienia (jak np. w kopule rzymskiego Panteonu), który przepuszcza powietrze i światło do wnętrza budowli. Obramienie otworu w przeciwieństwie do wolego oka jest niezdobione.